# Paolo Filocamo

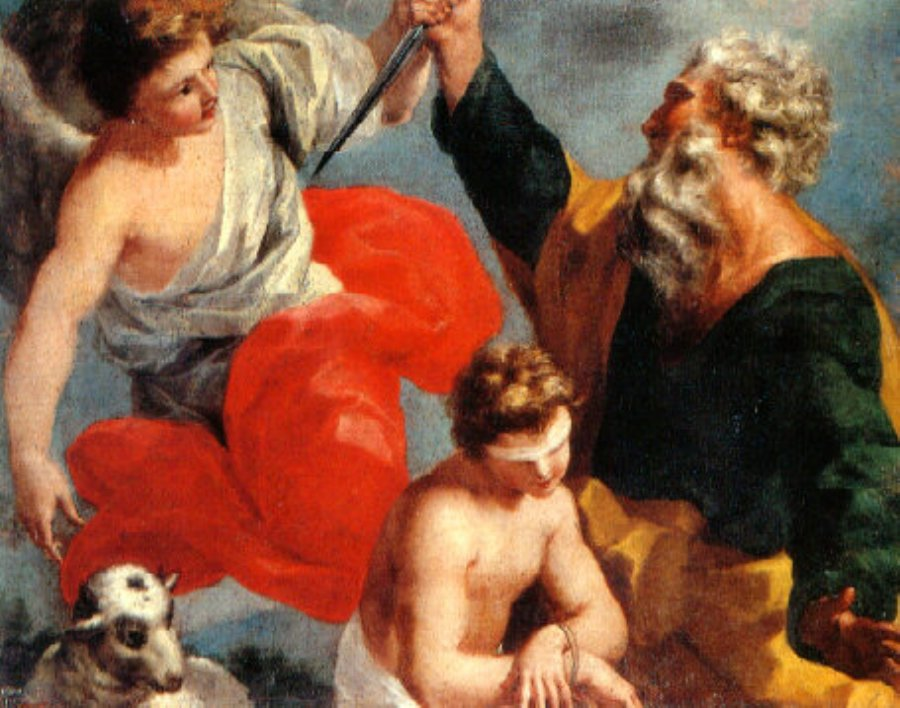
Le Sacrifice d'Isaac par Antonio Filocamo.

Paolo Filocamo (Messine, 1688 - 1743), est un peintre italien baroque qui fut actif au XVIIIe siècle.

## Biographie
Paolo Filocamo, né à Messine, débuta, avec son frère  Antonio Filocamo, dans l'atelier romain de Carlo Maratta et étudia à l’Accademia di San Luca. De retour à Messine il décora  de nombreux églises et oratoires.
Contaminé par la peste, Paolo Filocamo mourut avec ses frères Antonio et Gaetano pendant l'épidémie de 1743.
Une grande partie de ses œuvres, qui a été réalisée souvent en collaboration avec son frère et comportant la décoration de monuments de Messine, a été perdue lors des tremblements de terre de 1783 et 1908.
Certains tableaux et fresques sont aujourd'hui visibles à Acireale dans la cathédrale (chapelle Santa Venera) et à la Pinacoteca Zelantea ainsi qu'à Palerme (église  Santa Caterina et cathédrale).
Pietro Paolo Vasta a débuté comme apprenti dans l'atelier de Antonio et Paolo Filocamo.

## Œuvres
- la Transfiguration (1736), fresque, Chiesa di Gesù e Maria in S. Leo, Messine.
- La Vierge avec saint Joseph (1716).
- Sainte Famille,  Cathédrale, Forza d'Agrò.
- Couronnement de Santa Venera (1710), fresque, Basilique Maria San Annunziata, Acireale (en collaboration avec son frère Antonio).
- Anima in gloria ascende in Paradiso (1728), fresque, église Santa Caterina, Palerme (en collaboration avec son frère Antonio).

Église Santa Elia, Messine :
Nativité, Adoration des rois mages,Jésus enfant au Temple, Le Baptême du Christ (1706), fresques réalisées en collaboration avec son frère Antonio.